# Asse (Film)
Asse ist ein Dokumentarfilm des DEFA-Studios für Wochenschau und Dokumentarfilme von Karl Gass aus dem Jahr 1966.

## Handlung
Die Hauptrolle spielen 50 Arbeiter aus dem Schwermaschinenbau „Karl Liebknecht“ in Magdeburg, die im ersten Halbjahr des Jahres 1964 für drei Monate beim Aufbau des Erdölverarbeitungswerkes in Schwedt an der Oder Unterstützung leisten sollen. Sie gehören in ihrem Stammbetrieb zu den Besten ihres Fachs und sollen jetzt mit ihrem Brigadier Herbert Habener innerhalb kürzester Frist einen Rückstand in der Planerfüllung, den Bau einer Reformierungsanlage zum Destillieren von Rohöl, ausbügeln. Da die Besten immer die Asse sind, wird der Film auch so nach ihnen genannt. Es sind Montageschlosser und Schweißer, zwischen zwanzig fünfzig, Verheiratete und Ledige, Einsichtige und Querköpfe, Abenteuerlustige und Abgeklärte.
Sie finden ihr dürftiges Quartier in Baracken auf dem Betriebsgelände des VEB Rohtabak Schwedt in Gartz (Oder). Von dort geht es jeden Morgen 20 km mit dem Bus nach Schwedt. Das Abendprogramm kommt etwas zu kurz, ein bisschen Tischtennis, ein wenig Billard, aber viel mehr „Laternenfeste“ mit Bier und Schnaps bei „Dolly“, der rührigen Konsum-Verkaufsstellenleiterin. Es finden auch kleine Feste statt, so laden die Arbeiter ihre vier Putzfrauen und Dolly als Dank zu einer Feier zum Frauentag ein.
Gezeigt wird vor allen Dingen der Arbeitsalltag, mit seinen Höhen und Tiefen. Die Produktionsberatungen und die Montagearbeiten, Probleme mit der Lagerhaltung, aber auch Streit um die Prämien oder auch die fehlende Arbeiterversorgung während Sonntagsarbeiten werden angesprochen. Nach Beendigung der Arbeiten geht es mit viel Lob und Auszeichnungen wieder zurück nach Magdeburg. Als sich dann doch noch einige Mängel an ihren Arbeiten herausstellen, suchen sie den Fehler nicht bei anderen, sondern fahren umgehend nach Schwedt, um diese zu beseitigen. Dieser Einsatz in Schwedt hat sie auch als Menschen reifer gemacht.

## Produktion
Asse wurde unter dem Arbeitstitel Vom ich zum Wir als Schwarzweißfilm gedreht und hatte am 10. März 1966 im Schwedter Kulturhaus seine Uraufführung. Der Untertitel des Films lautet: Eine Reportage zwischen Elbe und Oder.

## Kritik
G. Sobe schrieb in der Berliner Zeitung, dass Asse ein guter Film ist, auch wenn nicht alle Passagen gleichwertig sind und er in seinem stark impressionistisch ausgeprägten Spiel zunächst wohl etwas verwirrend in der Erzählweise wirkt. Er bietet aber eine größere Spannung, als mancher mittelmäßige Spielfilm.
In der Neuen Zeit wurde der Film als ein sachlicher Bericht bezeichnet, der unpathetisch und doch packend-unmittelbar ist. Manches gelang so echt, als ob mit einer versteckten Kamera gearbeitet worden wäre, als ob die Menschen sie vergessen hätten.
Jay Leyda, ein Filmwissenschaftler aus den USA wird im Neuen Deutschland zitiert:

„Das ist ein künstlerisch wie politisch bemerkenswerter Film. Er eröffnet neue Möglichkeiten für die aktive Rolle des Dokumentarfilms als Ausdrucksmittel öffentlicher Meinung und als ihr Übermittler an das ganze Volk. Solange hier solche neuartigen erfinderischen Filme gestaltet werden, wird der Dokumentarfilm der DDR seinem Lande genauso dienen, wie das die Arbeiter in Asse tun.“